# Formatge philadelphia

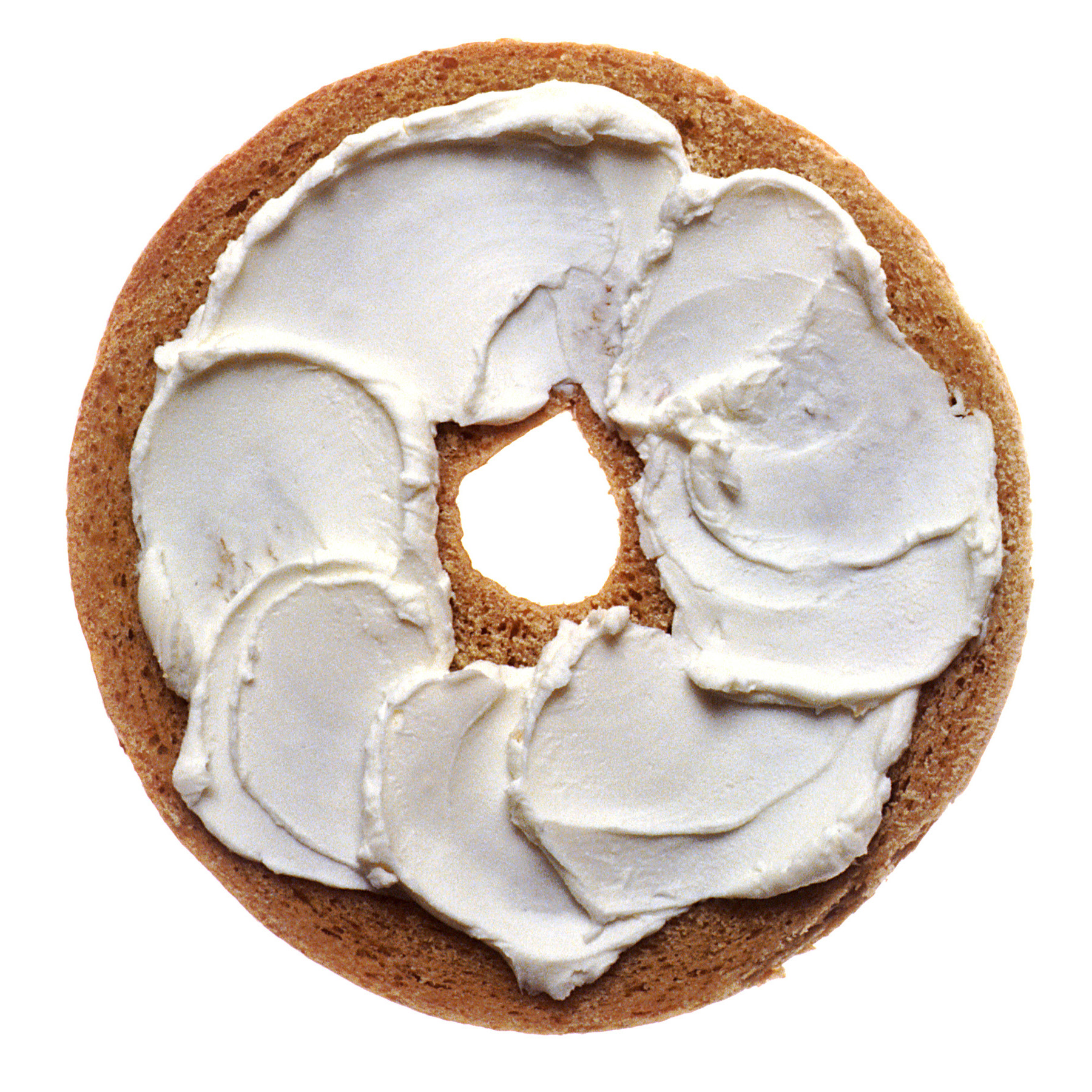
Torradetes untades amb formatge crema.

El formatge philadelphia és un formatge crema industrial per a untar que s'obté quallant una mescla de llet i de nata de llet amb ferments làctics. Es ven en terrines. Actualment n'hi ha variants més lleugeres en greixos o aromatitzades amb altres ingredients, com fines herbes o salmó fumat. Aquesta mena de formatge es menja untat en llesques de pa o torrades, de vegades cobert amb melmelada o codonyat, o bé s'utilitza en algunes receptes de pastissos frescos. De vegades es bat amb altres ingredients, con anxoves, tonyina, salmó fumat, olives, etc. per a fer canapès o torradetes d'aperitiu. Als Estats Units, d'on és originària, es fa servir per a fer el seu conegut pastís de formatge o cheesecake.